# Montagnac-sur-Auvignon
Montagnac-sur-Auvignon település Franciaországban, Lot-et-Garonne megyében. Lakosainak száma 641 fő (2022. január 1.). Montagnac-sur-Auvignon Montesquieu, Calignac, Saumont, Espiens, Moncaut, Sérignac-sur-Garonne és Sainte-Colombe-en-Bruilhois községekkel határos.

## Népesség
A település népességének változása:
| Lakosok száma | 513  | 445  | 476  | 561  | 612  | 613  | 615  | 631  | 641  | 641  |
|               | 1968 | 1982 | 1990 | 2006 | 2013 | 2015 | 2017 | 2019 | 2020 | 2022 |